# Милиметър живачен стълб
Милиметър живачен стълб (означение mm Hg или mmHg) е извънсистемна единица за измерване на налягане, равна на 101 325/760 ≈ 133,322 368 4 Pa. Един милиметър живачен стълб се нарича също тор (международно означение Torr) в чест на Еванджелиста Торичели. Допуска се за използване при измерване на кръвното налягане и на други течности в тялото на човек.
Произходът на тази единица е свързан с начина за измерване на атмосферното налягане чрез барометър, в който налягането се уравновесява от стълб течност. За такава течност често се използва живак, тъй като той има много висока плътност (≈13 600 kg/m³) и ниско налягане на наситените пари при стайна температура. Атмосферното налягане на морското равнище е около 760 mmHg.
Стандартното атмосферно налягане е прието за равно на (точно) 760 mmHg, или 101 325 Pa. Оттук произлиза определението на единицата милиметър живачен стълб (101 325/760 Pa). В миналото се е използвало по-различно определение: налягането на живачен стълб с височина 1 mm и плътност 13 595,1103 kg/m³ при ускорение на свободното падане 9,806 65 m/s². Разликата между тези две определения е 0,000 014%.
Единицата mmHg се използват все по-рядко. Кръвното налягане например се измерва традиционно с тази единица, въпреки че в търговската мрежа се предлагат и апарати за измерване на кръвното налягане в стандартни единици. Кръвното налягане от „120 до 80 mm Hg“ съответства приблизително на систолично налягане от 16 kPa (или 160 mbar или hPa) и диастолично от 10,6 kPa (или 106 mbar или hPa).